# Johann Wilhelm David Bantelmann

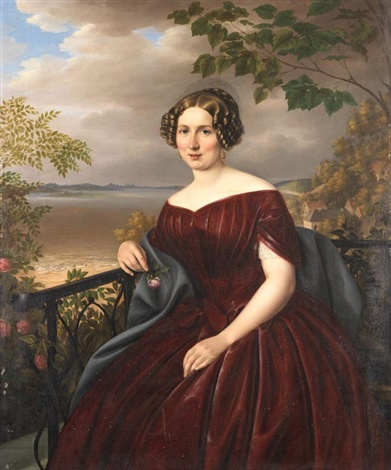
Junge Frau aus Blankenese

Johann Wilhelm David Bantelmann (* 8. Februar 1806 in Hamburg; † 21. März 1877 ebenda) war ein deutscher Landschafts- und Porträtmaler der Hamburger Schule.

## Leben
Bantelmann war Sohn des Hamburgischen Amtsmalers Johann Friedrich Ludwig Bantelmann (1774–1842). Er studierte Malerei an den Akademien in Berlin, ab 1829 in München, und Wien. Er war ein Schüler von Gerdt Hardorff. Reisen führten ihn in den Harz, die Sächsische Schweiz und nach Tirol. Er malte später zumeist Landschaften in Norddeutschland, Städteansichten und -details sowie Familienbilder. Er war zudem Mitglied des Hamburger Künstlervereins von 1832.

## Ausstellungen (Auswahl)
- 2019: Hamburger Schule – Das 19. Jahrhundert neu entdeckt (12. April bis 14. Juli), Hamburger Kunsthalle